# Ипотека в России
Ипотека (Ипотечное кредитование) в России является важнейшим звеном финансового рынка. Самый распространённый вариант использования ипотеки в России — это покупка физическим лицом квартиры в кредит. Закладывается при этом, как правило, вновь покупаемое жильё, хотя можно заложить и уже имеющуюся в собственности квартиру.
Ипотека — это публичный залог. При ипотеке недвижимости органы, регистрирующие сделки, делают соответствующие записи о том, что имущество обременено залогом. Любое заинтересованное лицо может потребовать выписку из Государственного реестра прав на недвижимое имущество и сделок с ним. В этой выписке, если имущество заложено, обязательно будет указано, что имеется обременение: залог.
В России на ипотечном рынке активно работают не более ста банков.
Ипотека в России в современном виде появилась в конце 1990-х годов и регламентируется федеральным законом № 102-ФЗ «Об ипотеке (залоге недвижимости)».

## История[6]
- 1754 год — точка отсчёта российской ипотеки. Именно тогда, благодаря инициативе графа Петра Ивановича Шувалова во времена царствования Елизаветы Петровны, появились первые государственные кредитные учреждения — дворянские банки[7]. Выдавались банками ссуды под залог поместий. Срок дворяне-заемщики могли определять самостоятельно, но наиболее часто встречались следующие сроки кредитования: 15 лет/28 лет/33 года.

Позволить себе подобный заем могли представители придворной знати и крупные провинциальные помещики. Система обратной связи между заемщиком и инвестором в те годы отлажена не была. Суммы реальной задолженности дворян превышали официально установленные долги перед банками, так как поместья закладывались и перезакладывались у ростовщиков. Невозможность платить по долгам вовремя привела к задолженности перед банками в 425 млн рублей, когда в казне Государственного банка было заложено 7 млн рублей.
- 1786 год — один из первых ипотечных банков, Государственный Банк для Дворянства, был преобразован в Государственный Заёмный Банк (просуществовал до конца 50-х годов XIX века). Кроме того, была образована  Страховая экспедиция для страхования передаваемых в залог каменных домов.
- 1802 год — к Государственному Заемному Банку был присоединен Вспомогательный для Дворянства Банк, созданный в 1797 году, во время правления Императора Павла I.
- 1859 год — Выдача ипотечных ссуд была запрещена указом императора Александра II.
- 1860-е гг — возникли новые ипотечные учреждения, основанные на капиталистических принципах функционирования. В 1861 году после отмены крепостного права, возникла острая необходимость кредитования крестьян, и выдача денежных средств под залог имеющейся у них земли была запущена вновь.

Схемы получения займов сопровождали закладные листы. Объём их на рынке ценных бумаг достиг 40 %. Это был расцвет ипотечного кредитования. В перечне игроков банковского рынка, занятых в сфере кредитования под залог земли и недвижимого имущества, состояло более 50 учреждений.
- конец 1880-х гг. — сложилась система ипотечного кредита, просуществовавшая до 1917 г.
- К 1914 году ипотечное кредитование приобрело массовый характер, и количество финансовых учреждений, занятых в данной сфере, составило 15 450. От 30 до 50 % ссуд тратилось на покупку земельных участков.

Октябрьская революция и последовавший за ней социалистический строй с запретом частной собственности привели к исчезновению данного вида финансовых услуг. Ипотечного кредитования, вплоть до распада СССР, не существовало.
- 1939 год — Постановление Экономсовета при ОНК СССР от 26 апреля 1939 г. № 386 утверждает "Правила кредитования индивидуального жилищного строительства рабочих и служащих предприятий"

- 1944 год — Совет Народных Комиссаров Союза ССР постановлением № 625 от 29 мая 1944 г. «О мероприятиях по восстановлению индивидуального жилищного фонда в освобожденных районах и усилению индивидуального жилищного строительства в городах и рабочих поселках СССР»[9] разъясняет список и порядок мероприятий для возможности покупки и восстановления индивидуального жилья в кредит.[10] Приложение к циркуляру Цекомбанка № 60/25 от 6 июня 1944 года. Дополнительное обязательство[11] утверждает типовую форму кредитного договора коммунального банка с заёмщиком, график погашения остатка задолженности с процентом и фиксированный штрафной процент за просрочку платежа по основному кредиту.
- 1946 год — Постановление Совета Министров СССР от 25 августа 1946 г. "О повышении заработной платы и строительстве жилищ для рабочих и инженерно-технических работников предприятий и строек, расположенных на Урале, в Сибири и на Дальнем Востоке" указывало типовой объём ссуды, ссудный процент и сроки погашения, количество домов на продажу. Обязывало Министерство финансов СССР ассигновать на выдачу кредита рабочим, инженерно-техническим работникам и служащим до 1 млрд. руб.[12]
- 1985 год — В целом на индивидуальное и кооперативное строительство в 1985 году приходится 55% ссудной задолженности по основным видам потребительского кредитования.[13]

Структура платежей ЖСК: 40% - первоначальный взнос, 15 лет - рассрочка платежа, 2,7% - ставка кредита. Строительство личного дома: от 1% до 2,7%, отсрочка погашения кредита - с 3-го года с момента его взятия. Ссуда на обустройство жилья выдавалась под 2,5% годовых. Так же можно было получить кредит на реконструкцию пустующего дома. 
- 1992 год — принят закон «О залоге»[16]
- 1994 год — вышел Указ Президента РФ Б. Н. Ельцина «О разработке и внедрении внебюджетных форм инвестирования жилищного строительства», согласно которому в регионах начали формироваться местные внебюджетные фонды.[17]
- 1997 год — по инициативе российских депутатов и конгрессменов США в Госдуме была создана комиссия по развитию ипотечного кредитования в России. Было создано открытое акционерное общество «Агентство по ипотечному жилищному кредитованию» в соответствии с постановлением Правительства Российской Федерации от 26 августа 1996 года № 1010 для выполнения задач по формированию и развитию системы ипотечного жилищного кредитования в России в рамках федеральной целевой программы «Свой дом».[18]
- 1998 год — принят закон «Об ипотеке»[19]
- 2000 год — по инициативе депутатов Государственной думы и операторов ипотечного рынка была учреждена Международная ассоциация фондов жилищного строительства и ипотечного кредитования (МАИФ). Главная задача МАИФ — обеспечивать взаимодействие с властями всех уровней в целях участия своих членов в формировании и проведении государственной политики в области развития рынка доступного жилья.[20]
- 2002—2003 гг.- формирование двухуровневой модели ипотечного рынка. На первом уровне — коммерческие банки, выдающие ипотечные кредиты гражданам. На втором — АИЖК, выкупающее у банков закладные на эти кредиты и таким образом выполняющее функции рефинансирования системы.
- 2010 год — утверждена «Стратегия развития ипотечного жилищного кредитования в Российской Федерации до 2030 года»[21]

## Законы
Основными правовыми актами, которые регулируют вопросы ипотеки в России, являются:
- Федеральный закон от 16 июля 1998 г. № 102-ФЗ «Об ипотеке (залоге недвижимости)»
- Федеральный закон от 13 июля 2015 г. № 218-ФЗ «О государственной регистрации недвижимости»
- Федеральный закон № 188-ФЗ от 29 декабря 2004 г. «Жилищный кодекс Российской Федерации»
- Федеральный закон № 136-ФЗ от 25 октября 2001 г. «Земельный кодекс Российской Федерации»
- Федеральный закон № 135-ФЗ от 29 июля 1998 г. «Об оценочной деятельности в Российской Федерации»
- Федеральный закон № 218-ФЗ от 30 декабря 2004 г. «О кредитных историях»
- Постановление Правительства № 285 от 13 мая 2006 г. "Об утверждении Правил предоставления молодым семьям субсидий на приобретение жилья в рамках реализации подпрограммы «Обеспечение жильем молодых семей» федеральной целевой программы «Жилище» на 2002—2010 гг.

## Основания возникновения ипотеки и её регулирование
Действующим законодательством предусмотрены два вида оснований возникновения ипотеки:
1. в силу закона;
2. в силу договора.

### Ипотека в силу закона
Ипотека в силу закона (легальная ипотека) — ипотека, возникающая при наступлении определенных фактов, указанных в законе, независимо от волеизъявления сторон в отношении возникновения ипотеки, при переходе права собственности на объект недвижимости от одного лица к другому, точнее при приобретении данного права новым собственником, но при обязательном наступлении определенных законом фактов.
Ипотека в силу закона возникает в следующих пяти основных и распространенных случаях:
1. Приобретение жилых домов, квартир, земельных участков с использованием кредитных средств банка или иной кредитной организации либо средств целевого займа.
2. Строительство жилых домов, зданий, сооружений или квартир с использованием кредитных средств банка или иной кредитной организации либо средств целевого займа.
3. Продажа в кредит.
4. Рента.
5. Залог имущественных прав.

### Ипотека в силу договора
Ипотека в силу договора (договорная ипотека) — ипотека, возникающая на основании договора об ипотеке (залоге недвижимости).
Договор об ипотеке не является самостоятельным обязательством, а заключается в обеспечение обязательства по договору займа, кредитному договору или иному обязательству.
Ипотека в силу закона отличается от ипотеки, возникающей на основании договора, только тем, что первая возникает в силу прямого указания в законе и регистрируется автоматически вместе с другим договором даже без заявления сторон, а ипотека в силу договора подлежит регистрации по отдельному заявлению сторон. Поскольку ипотека в силу закона возникает при целевом кредите на приобретение жилья, при регистрации такой ипотеки меняется собственник объекта недвижимости, а если быть более точным, то — такая ипотека возникает одновременно с приобретением недвижимости заёмщиком.

### Имущество, которое может быть предметом ипотеки
Имущество, которое может быть предметом ипотеки, определено в статье 5 Закона об ипотеке — недвижимые вещи, указанные в статье 130 ГК РФ, права на которые зарегистрированы в порядке, установленном для государственной регистрации прав на недвижимое имущество и сделок с ним.
К таким вещам относят:
земельные участки, за исключением земельных участков, указанных в статье 63 Закона об ипотеке;
предприятия, а также здания, сооружения и иное недвижимое имущество, используемое в предпринимательской деятельности;
жилые дома, квартиры и части жилых домов и квартир, состоящие из одной или нескольких изолированных комнат;
дачи, садовые дома, гаражи и другие строения потребительского назначения;
воздушные и морские суда, суда внутреннего плавания и космические объекты.

## Текущая ситуация
По данным агентства «Эксперт РА», объём рынка ипотечного кредитования в РФ по итогам 2012 года составил рекордные 1,1 триллиона рублей. Как отмечают эксперты, в первом полугодии объём рынка ипотеки составил 430 миллиардов рублей, что на 57 процентов превосходит результаты аналогичного периода прошлого года. По мнению аналитиков, устойчивый рост рынка был обеспечен невысокими ставками, выходом на рынок новых игроков и увеличением темпов жилищного строительства.
Объём выданных ипотечных кредитов за 2016 год на 27 % превысил объём выдач 2015 года и составил 1,47 трлн рублей. Объём портфеля ИЖК на протяжении всего 2016 года показывал устойчивый рост и достиг к концу 2016 года отметки 4,49 трлн рублей. Таких высоких показателей удалось достичь за счет снижения процентных ставок основными банками. По итогам 2017 года объём выдач мог составить 1,6 трлн рублей с ростом портфеля до 5 трлн рублей.
19 февраля 2019 года Госдума приняла закон, облегчающий положение должников по ипотечным кредитам. Если по действующим правилам при просрочке ипотечных выплат каждый из солидарных должников должен заплатить помимо долга и процентов исполнительский сбор в размере 7 %, то теперь исполнительский сбор составит 7 % со всех солидарных должников вместе взятых.
18 апреля 2019 года Государственная дума приняла законопроект об ипотечных каникулах в третьем чтении, 22 апреля проект был одобрен Советом Федерации, а 1 мая Федеральный закон № 76-ФЗ «О внесении изменений в отдельные законодательные акты Российской Федерации в части особенностей изменения условий кредитного договора, договора займа, которые заключены с заемщиком — физическим лицом в целях, не связанных с осуществлением им предпринимательской деятельности, и обязательства заемщика по которым обеспечены ипотекой, по требованию заемщика» был подписан главой государства. Закон вступает в силу 31 июля 2019 года.
В январе 2020 года Центробанк фиксировал снижение средней ставки выданной ипотеки на уровне 8,84% годовых.
Весной 2020 года была утверждена программа льготной ипотеки под 6,5% для покупателей жилья в новостройках. Изначально программа должна была завершиться 1 ноября 2020 года, однако, затем власти продлили ее до 1 июля 2021 года.
В середине декабря 2022 года президент России Владимир Путин сообщил о продлении действия программы льготной ипотеки, которая должна была завершиться 31 декабря. При этом будет проходить её плавное сворачивание. По словам президента РФ, льготная ипотека будет продлена на всей территории РФ на полтора года до 1 июля 2024 года с повышением ставки до 8%. При этом сама программа будет расширена на семьи с двумя детьми, не достигшими 18 лет.
По информации вице-премьера РФ Марата Хуснуллина, прирост ипотечного портфеля в 2023 году составил на более чем с 3,5 трлн по сравнению с 2 трлн в 2022 году. Основной инвестор — население страны.
В январе 2024 года российские банки получили 2,3 трлн рублей в качестве дополнительных лимитов по государственным ипотечным программам. Основными получателями стали: «Сбер», ВТБ, Альфа-банк и Дом.РФ. По семейной ипотеке лимиты расширили на 1,2 трлн рублей — до 4,6 трлн, по льготной на новостройки — на 1 трлн — до 6 трлн..
В июле 2024 года Минфин РФ сообщил о продлении семейной ипотеки до 2030 года. Она будет действовать для всех семей, где есть хотя бы один ребенок до шести лет. Для Москвы, Подмосковья, Санкт-Петербурга и Ленинградской области максимальная сумма кредита составит 12 млн рублей, для других регионов — 6 млн.

### Основные тенденции[31]
- Повышение процентных ставок
- Ужесточение требований к заемщикам
- Снижение конкуренции.
- Развитие социальной ипотеки.
- Увеличение выдачи ипотеки на первичном рынке

Помимо банков на рынке займов под залог имеющегося жилья активно стремятся небольшие финансовые компании. Некоторые из них работают под лицензией микрофинансовых организаций и регулируются ЦБ РФ, некоторые работают без лицензирования, так как Гражданский кодекс РФ позволяет выдавать процентные залоговые займы без лицензии при условии, что займодавец выдает собственные средства. Как правило такие займы выдают крупные сети ломбардов, некоторые агентства недвижимости и специализированные компании.

## Оценка платежеспособности заемщика (андеррайтинг)
(Правила оценки платежеспособности клиента и расчета максимальной суммы кредита).
Андеррайтинг — оценка возможностей Клиента по обслуживанию выданного ипотечного кредита, то есть расчет суммы кредита, который заёмщик сможет выплатить, с учётом особенностей самого заёмщика (тип трудоустройства, ежемесячный доход и возможность его подтверждения, наличие созаёмщиков или поручителей, состав семьи, наличие несовершеннолетних иждивенцев, др.).
Клиент проходит процедуру андеррайтинга дважды: при обращении к ипотечному брокеру (её проводит андеррайтер брокерской компании) перед заключением договора на оказание услуг, а также в банке (проводят кредитные аналитики банка) при рассмотрении заявления на выдачу ипотечного кредита.
Краткое описание процедуры андеррайтинга в банке.
Расчет коэффициентов:
| Коэффициент | Описание                        |                                                                                           |
| ----------- | ------------------------------- | ----------------------------------------------------------------------------------------- |
| П/Д         | Платеж/Доход                    | отношение платежей по кредиту к доходу заемщика за соответствующий период                 |
| О/Д         | Обязательства/Доход             | отношение обязательных расходов заемщика к общему совокупному учитываемому доходу         |
| К/З         | Кредит/Залог                    | отношение суммы запрашиваемого кредита к стоимости приобретаемого имущества               |
| К/Л         | Кредит/Ликвидационная стоимость | отношение суммы предоставляемого кредита к минимальной цене продажи недвижимого имущества |

Эти коэффициенты разрабатывались банками и Федеральным агентством по ипотечному жилищному кредитованию на основе опыта ипотечного кредитования США и европейских стран. Такой набор показателей отражает адекватную картину платежеспособности заёмщика и позволяют стандартизировать процедуру одобрения и выдачи ипотечного кредита. Для каждой банковской ипотечной программы эти коэффициенты заранее утверждены, но в некоторых случаях могут корректироваться (например, по возрасту, нестандартному объекту кредитования, по способу подтверждения дохода и т. д.).
П/Д, О/Д и К/З могут варьироваться в зависимости от субъекта РФ, предпочтений того или иного банка и размеров средней оплаты труда.
| П/Д = не более 40 %                 |
| О/Д = не более 60 %                 |
| К/З = не менее 30 % и не более 90 % |
| ----------------------------------- |

После расчета по этим коэффициентам часто выбирается минимальная сумма, которая предварительно и будет являться суммой кредита. Одним из основных факторов, влияющих на сумму кредита, является доход и способ его подтверждения. Многие банки понимают, что не все доходы потенциальных заемщиков полностью отражаются в бухгалтерском учёте работодателя и, соответственно, разрабатывают различные способы подтверждения благосостояния, такие как: справка о доходах свободной формы или на бланке кредитной организации, устным подтверждением руководства организации-работодателя, текущими подтверждаемыми расходами либо анализом доходов организации для руководителей, индивидуальных предпринимателей и крупных акционеров.
Отметим, что хотя правила андеррайтинга являются стандартными, на практике они часто определяются каждым банком в отдельном порядке. Для сокращения срока рассмотрения заявки Кредитным комитетом банка брокер обычно знает все правила и предпочтения андеррайтеров банка, и сводит к минимуму время их работы над кредитным делом.

## Показатели ипотечного рынка
| Год  | Число участников первичного рынка ИЖК | Общее количество ИЖК /общая сумма | Количество рублевых ИЖК /общая сумма | Средневзвешенный срок предоставления ИЖК (руб. кредит) | Средневзвешенная процентная ставка (руб. кредит) | Средний размер ссуды |
| ---- | ------------------------------------- | --------------------------------- | ------------------------------------ | ------------------------------------------------------ | ------------------------------------------------ | -------------------- |
| 2011 | 658                                   | 523 582/ 716,9 млрд руб.          | 520 658/ М 697,4 млрд руб.           | 179 месяцев                                            | 11,9 %                                           | 1,37 млн руб.        |
| 2012 | 667                                   | 691 724/ 1032,0 млрд руб.         | 690 050/ 1013,3 млрд руб.            | 180 месяцев                                            | 12,3 %                                           | 1,49 млн руб.        |
| 2013 | 658                                   | 825 093/ 1353,9 млрд руб.         | 823 175/ 1338,7 млрд руб.            | 176 месяцев                                            | 12,4 %                                           | 1,64 млн руб.        |
| 2014 | 629                                   | 1 012 800/ 1764,1 млрд руб.       | 1 012 064/ 1753,3 млрд руб.          | 180 месяцев                                            | 12,45 %                                          | 1,74 млн руб.        |
| 2015 | 559                                   | 699 510/ 1161,7 млрд руб.         | 699 419/ 1157,8 млрд руб.            | 176 месяцев                                            | 13,35 %                                          | 1,66 млн руб.        |
| 2016 | 484                                   | 856 461/ 1473,3 млрд руб.         | 856 427/ 1472,3 млрд руб.            | 183 месяца                                             | 12,48 %                                          | 1,72 млн руб.        |

### Основные игроки
Таблица «Рейтинг банков по размеру портфеля ипотечных кредитов»
| № | Банк            | Портфель ипотечных кредитов на 1 июля 2012 года (млн. руб.) | Портфель ипотечных кредитов на 1 июля 2011 года (млн. руб.) | Портфель ипотечных кредитов на 1 июля 2010 года (млн. руб.) |
| - | --------------- | ----------------------------------------------------------- | ----------------------------------------------------------- | ----------------------------------------------------------- |
| 1 | Сбербанк России | 865 098,52                                                  | 659 773,49                                                  | 536 894,78                                                  |
| 2 | Банк ВТБ24      | 274 329,04                                                  | 168 884,24                                                  | 143 795,11                                                  |
| 3 | ДельтаКредит    | 67 488,45                                                   | 51 416,37                                                   | 48 457,18                                                   |
| 4 | Росбанк         | 46 167,75                                                   | 40 585,77                                                   | 39 125,92                                                   |
| 5 | Уралсиб         | 42 377,87                                                   | 33 917,81                                                   | 38 656,90                                                   |

Таблица «Рейтинг ипотечных банков по объёму выданных кредитов. Сравнительный анализ по итогам первого полугодия 2014 и 2013 годов» (версия Русипотеки)
| Банк                     | Итоги 2014 года, млн руб. | Прирост, % | Банк              | Итоги 2013 года, млн руб. |
| ------------------------ | ------------------------- | ---------- | ----------------- | ------------------------- |
| 1. Сбербанк              | 920 982                   | 46         | 1. Сбербанк       | 629 761                   |
| 2. ВТБ 24                | 350 718                   | 44         | 2. ВТБ 24         | 243 336                   |
| 3. Газпромбанк           | 63 262                    | -19        | 3. Газпромбанк    | 78 198                    |
| 4. Россельхозбанк        | 53 832                    | 93         | 4. Дельтакредит   | 28 135                    |
| 5. Банк Москвы           | 33 796                    | 130        | 5. Связь-Банк     | 17 906                    |
| 6. Дельтакредит          | 32 936                    | 17         | 6. Росбанк        | 17 606                    |
| 7. Связь-Банк            | 23 974                    | 34         | 7. Райффайзенбанк | 17 200                    |
| 8. Росбанк               | 19 069                    | 8          | 8. Банк Москвы    | 14 706                    |
| 9. Абсолют Банк          | 16 048                    | 21         | 9. Возрождение    | 14 454                    |
| 10. Банк Санкт-Петербург | 15 595                    | 24         | 10. Уралсиб       | 13 388                    |

## Некоторые программы ипотечного кредитования
Социальная ипотека — комплекс государственных программ для улучшения жилищных условий социально незащищенных слоев населения. В настоящее время на федеральном и на местном уровнях действуют несколько государственных ипотечных программ, например для молодых семей, молодых учителей, военных.
- Ипотека — молодым семьям. Участники программы — молодые семьи, признанные в установленном порядке нуждающимися в улучшении жилищных условий и постоянно проживающие на территории субъектов Российской Федерации[37].
- Национальный проект «Доступное и комфортное жилье — гражданам России»
- Всероссийская программа «Военная ипотека»[38]. Участниками программы являются выпускники военных образовательных учреждений, заключившие первый контракт о прохождении военной службы после 1 января 2005 года и прослужившие 3 года.
- Ипотечная программа «Материнский капитал». Распорядитель материнского капитала может использовать его при покупке квартиры с помощью ипотеки.
- Ипотечный продукт «Молодые учителя» Программа разработана АИЖК для кредитования приобретения жилья молодыми учителями под процентную ставку в размере 8,5 % годовых (одна из самых низких в стране)[39].
- Ипотека с господдержкой. Программа стартовала 15 марта 2015 года для граждан РФ, покупающих от застройщиков квартиры в строящихся или сданных новостройках. Завершиться программа должна была 1 марта 2016 года, но решением правительства была продлена до 1 января 2017 года[40]. 23 июня было объявено об изменениях в условиях[41] предоставления ипотеки с господдержкой. Принято решение увеличить минимальный размер кредита. Речь идет о льготной ипотеке со ставкой до 6,5%. По новым условиям максимальная сумма кредита на приобретение строящегося жилья составит 12 млн рублей для Москвы и Санкт-Петербурга и 6 млн рублей для остальных регионов.
- Программа льготного ипотечного кредитования. Программа позволяет заемщикам оформить ипотечный кредит по ставке не более 6,5% годовых на весь срок кредитования при покупке жилого помещения на первичном рынке недвижимости[42]. Действие программы с апреля по 1 ноября 2020 года.
- Ипотечная программа "Сельская Ипотека"  Программа господдержки, которая позволяет заемщикам оформить ипотечный кредит для покупки квартир и домов в сельской местности на всей территории Российской Федерации по льготной ставке от 0,1 до 3%. Действие программы с 1 января 2020 года.[43]  Летом 2022 года льготная программа «Сельская ипотека» стала бессрочной. 28 июня 2023 года правительство РФ приняло решение увеличить максимальный кредит по «Сельской ипотеке» с 3 до 6 миллионов рублей для жителей всех регионов, участвующих в данной программе. Такая ипотека может быть выделена для строительства жилого долма своими силами с «использованием готовых домокомплектов», а также на покупку жилья в многоквартирном доме высотой не более пяти этажей в опорных населённых пунктах. По мнению премьер-министра РФ Михаила Мишустина «Сельская ипотека» поможет привлечению специалистов в регионы[44]. За 3,5 года действия программы было выдано около 120 тыс кредитов[45].
- Ипотечная программа «Дальневосточная ипотека» была запущена в 2019 году, позволяла оформить ипотеку под 2% годовых на покупку жилья в сельской местности, а также одном из 34 моногородов ДФО или на всей территории Магаданской области и Чукотского автономного округа. Программа действовала до 2025 года, но в 2022 году ее продлили на шесть лет и распространили ее на медработников и учителей. С 2023 по 2025 год на нее планируется выделить около 70 млрд рублей[46]. По данным Правительства РФ, к 2023 году около половины квартир в ДФО покупаются по условиям «Дальневосточной ипотеки», за время действия программы ею воспользовались более 73 тыс семей[45][46]. В сентябре 2024 года президент РФ Владимир Путин поручил оставить ставку по дальневосточной и арктической ипотекам неизменной — на уровне 2%[47].

В декабре 2024 года президент РФ Владимир Путин сообщил о том, что на «семейную ипотеку» не должно быть никаких лимитов со стороны государства, после чего Минфин отменил все ограничения на данный вид кредитов.

### Налоговые льготы
В России действует закон (Налоговый кодекс РФ), по которому заёмщик имеет право на налоговый вычет, в размере суммы потраченной на приобретение жилья, но не превышающей 2 миллиона рублей и уплаченных процентов по заёмам, выданным на приобретение жилья, не превышающей 3 миллиона рублей (до 1 октября 2013 года ограничение по сумме уплаченных процентов не применялось). С 1 октября 2013 года вычет предоставляется не 1 раз в жизни, а до исчерпания расходов в размере 2 000 000 рублей. В случае если налогоплательщик воспользовался правом на получение имущественного налогового вычета в размере менее его предельной суммы, установленной настоящим подпунктом, остаток имущественного налогового вычета до полного его использования может быть учтен при получении имущественного налогового вычета в дальнейшем на новое строительство либо приобретение на территории Российской Федерации жилого дома, квартиры, комнаты или доли (долей) в них, приобретение земельных участков или доли (долей) в них, предоставленных для индивидуального жилищного строительства, и земельных участков или доли (долей) в них, на которых расположены приобретаемые жилые дома или доля (доли) в них. При этом предельный размер имущественного налогового вычета равен размеру, действовавшему в налоговом периоде, в котором у налогоплательщика впервые возникло право на получение имущественного налогового вычета, в результате предоставления которого образовался остаток, переносимый на последующие налоговые периоды.
Есть две возможности получить заемщиком данный вычет:
- Если у заемщика единственное место работы, он может обратиться в бухгалтерию по месту работы, заявив о приобретении жилья, предоставить подтверждающие документы, и бухгалтер не будет перечислять подоходный налог до тех пор, пока данное право не будет использовано.
- В налоговом периоде перечислять все налоги, а в конце года в налоговой заявить о праве на налоговый вычет. Налоговая служба должна будет вернуть уплаченные налоги после проверки документов[50].

13 марта 2008 года Конституционный суд издал Постановление № 5-П. Признав не противоречащим Конституции РФ положения других федеральных законов, суд однозначно разъяснил свою позицию — родители могут получать налоговый вычет с сумм, израсходованных на приобретение недвижимости своим несовершеннолетним детям.
6 марта 2019 года президент России Владимир Путин подписал закон, который освобождает оказавшихся в трудной ситуации ипотечных должников от уплаты исполнительского сбора и защищает права солидарных должников по одному обязательству.
В марте 2019 года в Воронеже построен первый многоквартирный дом по новой схеме привлечения средств дольщиков с использованием счетов эскроу, открытых в Сбербанке. При таком подходе застройщики получают деньги дольщиков только после завершения строительства.
В апреле 2019 года Дом.рф для семей с детьми начал выдачу льготных жилищных кредитов под 6 % на весь срок ипотеки (раньше эта ставка распространялась лишь на срок от 3 до 8 лет).
В конце октября 2020 года премьер-министр РФ Михаил Мишустин продлил действие Программы льготной ипотеки под 6,5% годовых до 1 июля 2021 года, подчеркнув, что она стала хорошим подспорьем для граждан, нуждающихся в улучшении жилищных условий, а также помогла поддержать строительную отрасль. Спустя месяц вице-премьер Марат Хуснуллин указал на необходимость и дальнейшего продления госпрограммы с формулировкой: «Без этого развитие страны и реализация нацпроектов невозможны».
В начале декабря 2020 года председатель Совета Федерации Валентина Матвиенко внесла предложение о распространении программы льготного ипотечного кредитования на вторичное жилье.
В середине октября 2022 года премьер-министр России Михаил Мишустин завил о продлении правительством РФ действие семейной ипотеки до 1 июля 2024 года. С середины 2021 года, сообщил Мишустин, эта программа распространяется на семьи и с одним ребёнком. По словам премьер-министра, в 2023 году такую ипотеку смогут оформить более 150 тысяч семей на общую сумму порядка триллиона рублей.
По информации ЦБ РФ, расходы государства на субсидии банкам по льготной ипотеке, завершившейся 1 июля 2024 года, в течение сроков возврата могут составить до 1,2 трлн рублей. С момента старта программы в 2020 году из бюджета уже было выделено 0,5 трлн рублей.

## Ипотека для иностранных граждан
Законодательно нет никаких ограничений для иностранных граждан в покупке жилья с использованием ипотечного кредитования. Кроме того, можно одновременно получить ипотеку и вид на жительство. При этом сам факт проживания на территории Российской Федерации не имеет никакого значения. Единственное препятствие — политика конкретного банка. В большинстве случаев для кредитных организаций место постоянного проживания заемщика вторично, нужно лишь подтверждение легального пребывания в стране. При этом процентные ставки по ипотеке для граждан иностранных государств могут отличаться от стандартных пакетов для россиян.

### Нормативно-правовые акты
- Конституция Российской Федерации. — Российская газета. 25 декабря 1993 года. № 237.
- Гражданский Кодекс Российской Федерации (часть первая). Федеральный закон от 30 ноября 1994 года. № 51 // Собрание законодательства РФ. — 1994. — № 32.
- Жилищный кодекс Российской Федерации. — Российская газета. 12 января 2005. № 7.
- Семейный кодекс Российской Федерации. — Российская газета. 22 октября 2007 года. № 138.
- Гражданский процессуальный кодекс. — Российская газета. 20 ноября 2002 года. № 179.
- Федеральный закон «О государственной регистрации прав на недвижимое имущество и сделок с ним» // Собрание законодательства. — 1997. № 30.
- Федеральный закон «Об ипотеке (залоге недвижимости)» // Собрание законодательства. — 1998. № 29.
- Федеральный закон «О крестьянском (фермерском) хозяйстве». — Российская газета. 11 января 2007 года. № 12.
- Федеральный закон «Об оценочной деятельности». // Собрание законодательства. — 1998. № 31
- Указ Президента РФ от 09.03.2004 № 314 «О системе и структуре федеральных органов исполнительной власти» — Российская газета от 19 марта 2004 года. № 50.
- Постановление Правительства РФ от 18.02.1998 № 219 — Российская газета. 12 сентября 2003 года. № 369.
- Приказ Федеральной налоговой службы РФ от 17.11.2005 № САЭ-3-13/594 (д) — Российская газета. 27 сентября 2005 года. № 345.
- Приказ Министерства Юстиции от 14.09.2006 г. № 293 Российская газета. 22 сентября 2006 года. № 401. (утратил силу).
- Постановление Правительства Российской Федерации от 15 марта 1997 года № 319. Российская газета. 23 марта 1997 года. № 175.

### Специальная литература
- Багаев А. Н., Багаева М. В. Как приобрести жилье в кредит по ипотечным программам? — Ростов н/Д: Феникс, 2006. — 160 с (Качество жизни).
- Ем В. С. Правовые проблемы организации рынка ипотечного кредитования в России. М.: Статут, 1999. — 85 с.
- Земельное право: сборник нормативных документов. — М.: Гросс-Медиа, 2006. — 296 с.
- Иванов В. В. Информация о товаре «ипотечное кредитование». М.: Маркетинг, 2000. — 131 с.
- Конов В. Н. Ипотечное кредитование покупки жилья как механизм формирования финансовых ресурсов предприятий жилищно-строительного комплекса  : Дис. канд. экон. наук : 08.00.10
- Русецкий А. Е. Ипотека: как обезопасить себя при совершении сделок с недвижимостью. — М.: Эксмо, 2007. — 176 с — (Мой законный интерес).
- Филлипова Е. С. Ипотечное жилищное кредитование в условиях реформы законодательства в России :  : Автореф. дис. канд. юрид. наук : 12.00.03 / Моск. акад. экон. и права.
- Хрулева З. В. Земельно-имущественные отношения и ипотека  : (Проблемы управления): Дис. канд. экон. наук : 08.00.05
- Евгений Чепенко. Ипотека для граждан. Комментарий к законодательству, схемы и пояснения. Изд. Фонд содействия государственной регистрации недвижимости 2007.

### Судебная практика
- Недвижимость: Обзор практики разрешения споров / Авт.-сост. Абрамов В. А. — 5-е издание., доп. — М.: Ось-89, 2008. — 256 с (серия De jure)

### Периодические издания
- Бабкин Возникновение ипотеки в силу закона. — Нотариус, 2002, № 1.
- С. А. Бабкин Про ипотеку. — Взгляд. — 2006. — № 12
- Киселев А. А. Предмет договора ипотеки. / Нотариус. — 2003. — № 2.
- Козырин А. Договор об ипотеке / Бизнес-адвокат. — 1998. — "18
- Крылов С. Доверенность в практике государственной регистрации прав на недвижимое имущество и сделок с ним. / Российская юстиция. — 2003. — № 12
- Акулова Т. А. Сравнительный анализ реализации основных моделей ипотечного кредитования в России // Финансы и кредит. — 2005. — № 12. — С. 52—57.
- Горбачев А. С. Аспекты ипотечного кредитования в России // Практика международного бизнеса. — 2002. — № 3. — С. 28—37.
- Жигунов И. В. Ресурсное обеспечение ипотечного кредитования в России // Вестник Санкт-Петербургского университета. Сер. 5. Экономика.  / И. В. Жигунов. — 2000. — Вып. 3. — С. 72—76.
- Журов В. Ю. Обеспечение доступности ипотечного кредитования в России на современном этапе // Современные аспекты экономики  / В. Ю. Журов, А. Закиров. — 2004. — № 15. — С. 133—137.